# Benemérito de la Patria
El título Benemérito a la Patria es una distinción que tradicionalmente se entregó durante el siglo xix en diversos países hispanos (entre los cuales se encuentran España, México, Argentina, Colombia, Perú, Bolivia, Guatemala, Paraguay, etc.).
En Costa Rica fue entregado por la Asamblea Legislativa como un homenaje a aquellos ciudadanos que, por sus méritos o sus obras, se hubieren hecho acreedores al reconocimiento de la Patria. En 1966 se inauguró en la Asamblea Legislativa el Salón de Beneméritos de la Patria y Ciudadanos de Honor.
En el caso de España, el título de Benemérito a la Patria empezó a otorgarse durante la Guerra de la Independencia como un inmaterial nomen iuris, un título honorífico que el beneficiario podría hacer uso nominativamente. Consta su otorgamiento hasta, como mínimo, 1876.

### Beneméritos no reconocidos
- Rafael Francisco Osejo, educador y político nacido en Nicaragua, de gran importancia para el Estado Costarricense por su vocación republicana y contraria al entonces Imperio de Agustín de Iturbide en México.
- José María de Peralta y la Vega
- Coronel GRP.  PNP. (f) Carlos Rios Angulo. Bisnieto de Raymundo Rios Canuto coronel  preferido de Simón Bolívar quien al mando del ejército rebelde en 1820 vence el ejército español y el 28 de julio de 1821 invade Lima y la libera de los que habían tomado la ciudad durante el voto solemne que fue interrumpido declarando la independencia del Perú. y en Huaura San Martin la Oficializa en el acta de la Independencia. (PERU).

## Lista de Benemeritazgos conferidos en España
- Antonio Remón Zarco del Valle y Huet
- Antonio Terry y Rivas
- Bernardino García García
- Carlos Lasalde
- Carlos Luis de Arce y Burriel
- Claudio Alvargonzález Sánchez
- Enrique Enríquez y García
- Emilio Martínez-Vallejos
- Emilio Sánchez Bueno
- Felipe Navarro y Ceballos-Escalera
- Felipe Ovilo Canales
- Félix Álvarez Acevedo
- Fernando de Lamuño
- Fernando de Norzagaray
- Florencio Caula y Villar
- Francisco de Borja Canella Secades
- Francisco de Ceballos
- Fray Casiano de Madrid
- Gregorio Cruchaga Urzainqui
- Ignacio Balanzat de Orvay y Briones
- Jaume Sanfeliu
- Joaquín de Ceballos-Escalera
- Joaquín Soler Werle
- José de Barrasa y Fernández de Castro
- José López-Cuervo Rodríguez
- José María de Peralta y La Vega
- José María Robles Arnao y García
- José Seijo Rubio
- Juan Castrillón Folgueras
- Juan de la Cruz Mourgeon y Achet
- Juan José de Espino y Alvarado
- Lope María Blanco de Cela
- Lorenzo Gómez-Pardo
- Luis María Balanzat de Orvay y Briones
- Manuel Lasala y Ximénez de Bailo
- José de Pertierra y Albuerne
- Melchor Gaspar de Jovellanos[2]
- Miguel García Granados
- Miguel de Elizaicin y España
- Pedro de la Torre y del Pozo
- Rafael Amar de la Torre
- Rafael Maroto
- Santiago Méndez Vigo
- Víctor Martínez Jiménez
- Arias Antonio Món de Velarde[3]
- Carlos de Belaunzarán[4]
- Diego de Ollero y Carmona
- Francisco González Peinado[5]
- Hernando de Andrade
- José Rodríguez Calvo[6]
- Manuel Cortés y Agulló[7]
- Mario de la Sala-Valdés y García Sala[8]
- Pedro Gordo Sierra[9]
- Rafael Menacho Tutló[10]
- José Delgado Rodríguez
- Francisco Javier de Nogales Delicado
- Diego Muñoz Cobos

## Lista de Benemeritazgos conferidos en Cuba
- Rafael Castellón Ruiz

## Lista de Benemeritazgos conferidos en México
- Alexander von Humboldt
- Antonio Galeana
- Antonio López de Santa Anna
- Aquiles Serdán
- Benito Juárez
- Carlos María de Bustamante
- Diego Vigil y Cocaña
- Fermín Galeana
- Guadalupe Victoria
- Ignacio Zaragoza
- José María Arteaga Magallanes
- José Santos Degollado
- Josefa Ortiz de Domínguez
- Juan Álvarez
- Juan Bautista Traconis
- Juan Nepomuceno Rosains
- Leonardo Bravo
- Leonardo Bravo
- Mariano Arista
- Mariano Arista
- Mariano Matamoros
- Miguel Hidalgo y Costilla
- Nicolás Bravo
- Santos Degollado
- Valentín Gómez Farías
- Vicente Guerrero
- Víctor Rosales

## Lista de benemeritazgos conferidos en Argentina
- Vicente López y Planes
- Juan Martín de Pueyrredón
- Carlos María de Alvear
- Juan Antonio Álvarez de Arenales
- Mariano Necochea
- Félix Álvarez Acevedo
- Gertrudis Medeiros
- Ángel Antonio Salvadores
- Hugo Campbell
- Nicolás Jorge
- Juan José Martínez Fontes
- Manuel Dorrego
- Juan Facundo Quiroga
- Lucio Norberto Mansilla
- Ramón Albarrán y García-Marqués
- Tomás Godoy Cruz[11]
- Vicente del Castillo

## Lista de Benemeritazgos conferidos en Chile
- Diego Dublé Almeyda
- María Cornelia Olivares

## Lista de Benemeritazgos conferidos en Colombia
- Camilo Peña (militar)
- José de Fábrega
- Manuel Navarrete
- Manuel Navarrete
- José Prudencio Padilla

## Lista de Benemeritazgos conferidos en Perú
- Carlos Bondy
- Elías Aguirre
- Emilio Sánchez Bueno
- Enrique Guzmán y Valle
- Félix Cipriano Coronel Zegarra
- Gilberto Rojas Enríquez
- Jorge Alejandro Vergara Lévano
- José de La Mar
- José de la Riva-Agüero
- José Faustino Sánchez Carrión
- José Gabriel Moscoso
- José Gregorio Paredes
- José Luis Salmón
- José Manuel Pareja
- José María Robles Arnao y García
- Juan Buendía y Noriega
- Manuel Chamorro
- Manuel Segundo Leiva Velasco
- Manuel Villar Olivera
- Máximo León Velarde Espino
- Miguel Grau

## Lista de Benemeritazgos conferidos en Bolivia
- José Baya Zurita[12]
- Héctor Borda Leaño

## Lista de Benemeritazgos conferidos en Guatemala
- Adrián Vidaurre
- Ignacia Zeballos Taborga
- José León Castillo
- José Matías Delgado
- Manuel Estrada Cabrera

## Lista de Benemeritazgos conferidos en Paraguay
- Rafael Franco